# Metropolia Koupéla
Metropolia Koupéla – jedna z 3 metropolii kościoła rzymskokatolickiego w Burkinie Faso. Została ustanowiona 5 grudnia 2000.

## Diecezje
- Archidiecezja Koupéla
  - Diecezja Dori
  - Diecezja Fada N’Gourma
  - Diecezja Kaya
  - Diecezja Tenkodogo

## Metropolici
- Séraphin François Rouamba (2000-2019)
- Gabriel Sayaogo (od 2019)